# سرخیو راموس
سرخیو راموس گارسیا (به اسپانیایی: Sergio Ramos García) (زادهٔ ۳۰ مارس ۱۹۸۶)، بازیکن فوتبال اهل اسپانیا است که هم‌اکنون برای باشگاه فوتبال مونتری بازی می‌کند.
او پیش از آن به مدت ۱۶ فصل پیاپی برای رئال مادرید بازی کرد که ۶ فصل از آن را کاپیتان این باشگاه بود. راموس به عنوان بهترین مدافع میانی جهان در نسل خود و یکی از بهترین مدافعان تاریخ فوتبال به‌شمار می‌رود. او که با شیوهٔ بازی پرخاشگرانه شناخته شد، همواره علاوه‌بر مهارت‌های لازم برای یک مدافع، دارای توانایی بالای گلزنی و پاس‌کاری نیز بوده است. او در هر دو پست مدافع میانی و مدافع کناری بازی می‌کند.
سرخیو راموس ابتدا در باشگاه جوانان سویا رشد کرد و به عضویت تیم بزرگسالان این باشگاه درآمد. او در سال ۲۰۰۵ با قراردادی به ارزش۵۶ میلیون یورو از باشگاه سویا به رئال مادرید انتقال یافت. او پس از مدتی یکی از بازیکنان تأثیرگذار و کاپیتان رئال مادرید شد و توانست با رئال ۲۲ قهرمانی شامل چهار قهرمانی در لیگ قهرمانان اروپا و پنج قهرمانی در لالیگا را به دست آورد. راموس همچنین یکی از بهترین گلزنان تاریخ لالیگا در پست مدافع و از بازیکنان کلیدی رئال در رقابت‌های لیگ قهرمانان اروپا شد، به گونه‌ای که پس از هر دوره قهرمانی رئال، توسط یوفا در ترکیب برگزیده لیگ قهرمانان قرار گرفت. وی در سال ۲۰۲۱ با اتمام قراردادش از این باشگاه جدا شد و به پاری سن ژرمن پیوست.
راموس در سال‌های ۲۰۱۷ و ۲۰۱۸ به عنوان مدافع سال اروپا برگزیده شد و نیز از فصل ۱۲–۲۰۱۱ تا فصل ۱۷–۲۰۱۶ پنج بار متوالی بهترین مدافع فصل لالیگا شد. او همچنین از سال ۲۰۰۸ تا ۲۰۱۹، ده بار در ترکیب برگزیده سال فوتبال جهان به انتخاب فیفا و هشت بار نیز در تیم سال اروپا به انتخاب یوفا قرار گرفته است که در میان مدافعان جهان، رکورد به‌شمار می‌رود. او با درخشش در جام باشگاه‌های فوتبال جهان سال ۲۰۱۴ با باشگاه فوتبال رئال مادرید به قهرمانی رسید و توپ زرین بهترین بازیکن جام باشگاه‌های جهان را از آن خود کرد.
در رده ملی راموس از سال ۲۰۰۵ و درحالی‌که تنها ۱۹ سال سن داشت، برای تیم ملی فوتبال اسپانیا به بازی رفت و از آن موقع تا زمان خداحافظی از تیم ملی در ۲۰۲۳ در ۱۸۰ بازی ملی به رقابت پرداخت که رکورد بیشترین بازی ملی در اسپانیا را در اختیار دارد. او از سال ۲۰۱۶ کاپیتان اسپانیا بود و با این تیم در جام جهانی فوتبال ۲۰۱۰ و جام ملت‌های اروپا ۲۰۰۸ و ۲۰۱۲ به قهرمانی رسید. راموس در جام جهانی ۲۰۱۰، به عنوان یکی از بازیکنان برگزیده جام در تیم برگزیده جام جهانی بود.

## پیشینه باشگاهی

### سویا
سرخیو راموس در شهر کامس، استان سبیا، واقع در بخش خودمختار اندلس در جنوب اسپانیا به دنیا آمد. او در ۹ سالگی به تیم جوانان باشگاه سویا پیوست. او از پرورش یافتگان آکادمی سویا بود و با بازیکنانی مانند خسوس ناواس، خوزه آنتونیو ریس، دنی آلوز، آدریانو کوریا، آنتونیو پوئرتا در نسل طلایی آکادمی سویا هم‌بازی بود. اولین بازی راموس در تیم اول سویا در لالیگا در تاریخ ۱ فوریه ۲۰۰۴ بود.
در فصل ۰۵–۲۰۰۴ او در ۴۱ بازی به میدان رفت و در پایان فصل به سویا کمک کرد تا در رده ششم جدول قرار گرفته و به لیگ اروپا صعود کنند. راموس در بازی‌های خانگی برابر رئال سوسیداد و رئال مادرید گلزنی کرد و در لیگ اروپا نیز نمایش خوبی از خود نشان داد.

### رئال مادرید

#### رکورد انتقال و سال‌های ابتدایی: ۰۹–۲۰۰۵
استعداد و توانایی راموس مورد توجه باشگاه رئال مادرید قرار گرفت و این موجب شد تا در نهایت تابستان ۲۰۰۵ این باشگاه با قراردادی به ارزش ۲۷ میلیون یورو او را خریداری کند که در آن زمان این قیمت رکورد گران‌ترین مدافع در لالیگا شناخته شد. او تنها خرید اسپانیایی فلورنتینو پرز در اولین دوره ریاستش بر رئال مادرید بود.
بعد از آمدن به رئال مادرید، او شماره ۴ این تیم را بر تن کرد که تا پیش از آن بر تن فرناندو هیرو کاپیتان پیشین این تیم بود. راموس اولین گل خود را برای رئال در مرحله گروهی لیگ قهرمانان اروپا فصل ۰۶–۲۰۰۵ برابر المپیاکوس به ثمر رساند.

راموس در اولین فصل حضورش برای رئال در پست هافبک دفاعی و گاهی در مدافع میانی بازی می‌کرد که پس از ورود کریستوف متزلدر و پپه در فصل ۰۸–۲۰۰۷، او در پست پیشین خودش به عنوان مدافع راست به بازی گرفته‌شد. او بیش‌تر از دفاع‌های هم دوران خود گلزنی می‌کرد و موفق شد در چهار فصل ابتدایی حضورش در این تیم ۲۰ بار گل بزند.

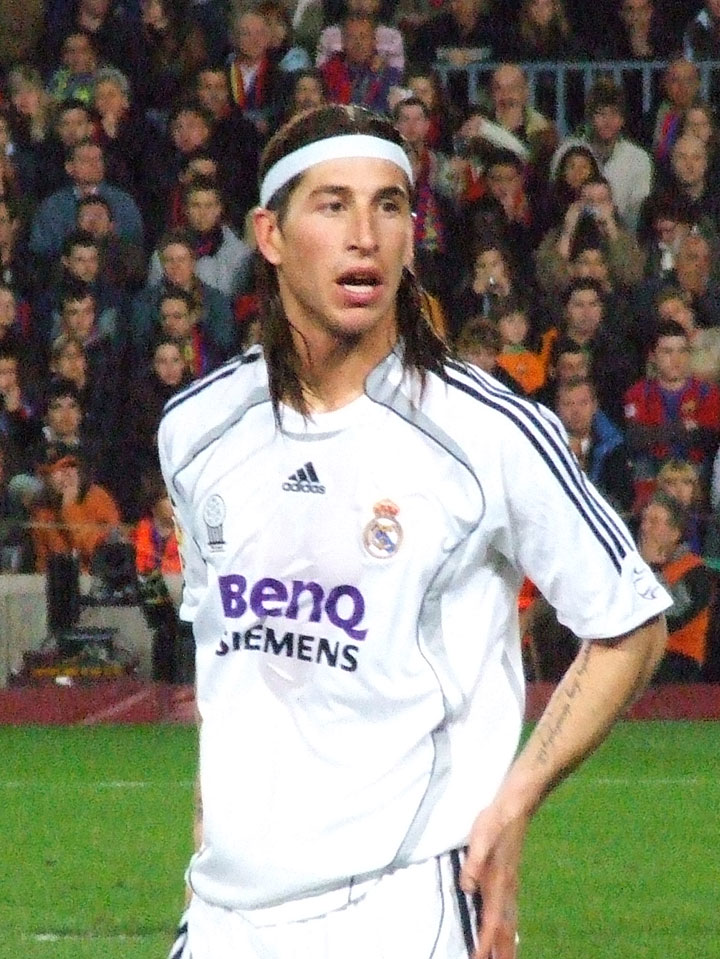
راموس در سال ۲۰۰۷

در فصل ۰۷–۲۰۰۶ راموس پنج بار گلزنی کرد، از جمله در برابر بارسلونا در الکلاسیکو. او در پایان فصل به همراه رئال مادرید سی‌امین قهرمانی این باشگاه را در لالیگا جشن گرفت.
در فصل ۰۸–۲۰۰۷ راموس پاس گلی را به گونزالو هیگواین داد تا رئال بتواند دوباره به قهرمانی در لالیگا برسد. او در بازی پایان فصل در برابر لوانته دو گل که یکی از آنها با سرزنی بود را به ثمر رساند تا ۲–۵ پیروز شوند.
در مای ۲۰۰۸ او در سوپرکاپ اسپانیا برابر والنسیا گلزنی کرد تا در مجموع پیروز شوند. او در فصل بعد در برابر مایورکا گلی آکروباتیک را با روی پا به ثمر رساند تا ۳–۰ پیروز شوند و هفته پس از آن هم در برابر اوساسونا روند گلزنی خود را ادامه داد.
او توسط فیفا و یوفا در هر دو تیم سال جهان و تیم سال اروپا در ۲۰۰۸ قرار گرفت. همچنین او در رده ۲۱ نامزدهای دریافت جایزه بازیکن سال اروپا شد.

#### ادامه پیشرفت و جا افتادن به عنوان بازیکن کلیدی: ۱۵–۲۰۰۹
در فصل ۱۰–۲۰۰۹، به دلیل آسیب دیدگی زانوی پپه، او یکی از چهار کاپیتان تیم شد و در پست مدافع میانی قرار گرفت. او در ۳۳ بازی، چهار گل زد. در بازی الکلاسیکو برابر بارسلونا که رئال ۵–۰ شکست خورد، راموس به دلیل تکل خطا بر روی لیونل مسی اخراج و پس از آن با کارلوس پویول وارد درگیری شد.
در فینال کوپا دل ری سال ۲۰۱۱، رئال توانست ۱–۰ برابر بارسلونا پیروز شده و به قهرمانی برسد. پس از قهرمانی، راموس درحال جشن گرفتن بر روی اتوبوس باشگاه با جام بود که آن از دست او افتاده و در زیر چرخ‌های اتوبوس صدمه دید.

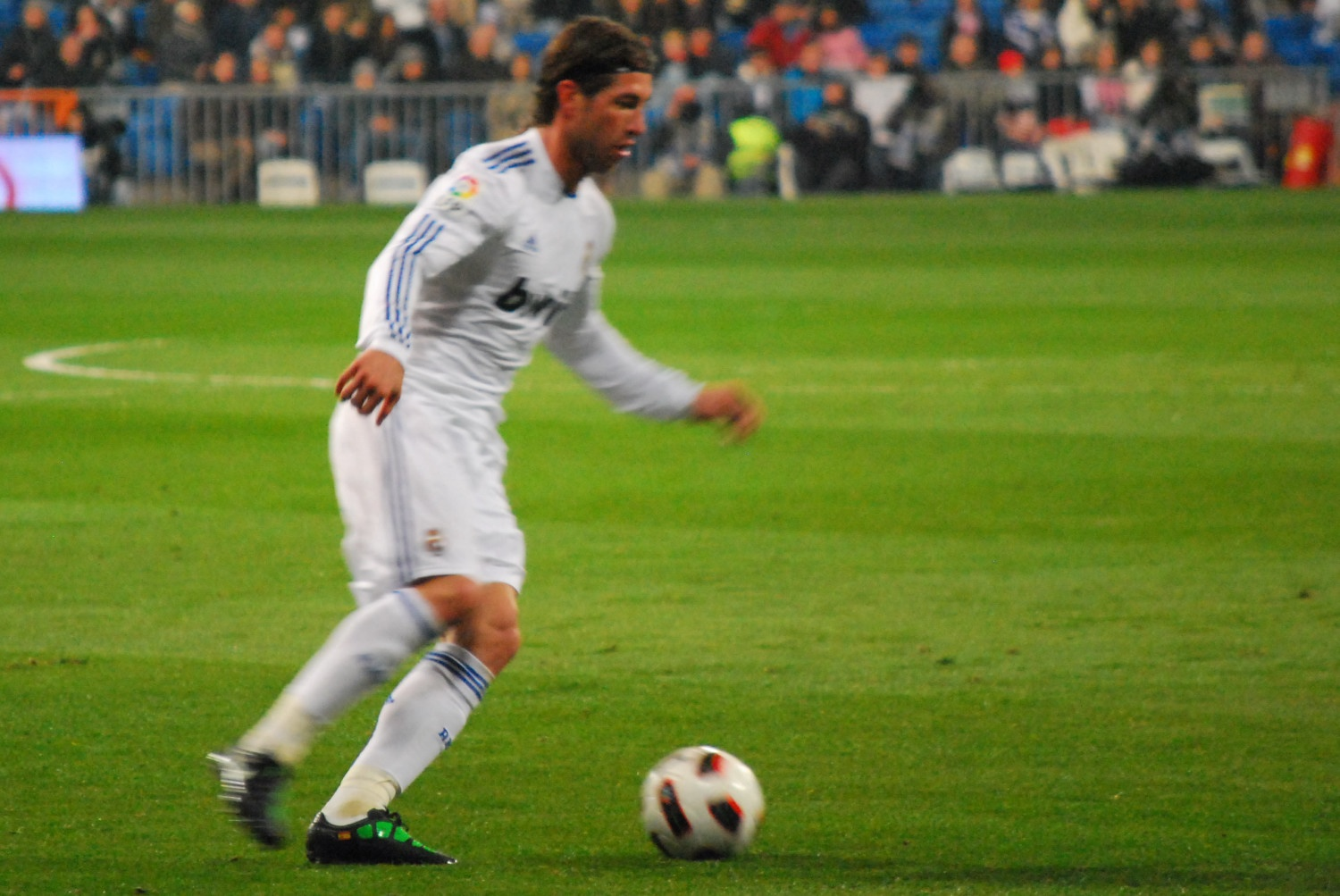
راموس در مارس ۲۰۱۱

در ژوئیه ۲۰۱۱، او قرارداد خود را با رئال تا سال ۲۰۱۷ تمدید کرد. در ۲۵ آپریل در بازی برگشت از نیمه نهایی لیگ قهرمانان اروپا ۱۱–۲۰۱۰ او پنالتی خود را در برابر بایرن‌مونیخ به اوت زد تا در نهایت رئال با نتیجه ۱–۳ شکست بخورد و انتظار چهار ساله رئال برای قهرمانی به پایان برسد. او بیشترین میزان توپ‌گیری را برای رئال داشت.
در مسابقات کوپا دل ری ژانویه ۲۰۱۳، بازی برابر سلتاویگو که با پیروزی ۴–۰ رئال همراه بود، راموس از بازی اخراج شد و پس از آن که مشخص شد به داور بازی توهین کرده است، از حضور در چهار بازی محروم شد. او ماه پس از آن هم در بازی با رایووایکانو با دو کارت زرد از بازی اخراج شد.
در اواخر فوریه و در اوایل مارس، او پس از مصدومیت ایکر کاسیاس، کاپیتان رئال شد و دو برد پیاپی را در برابر بارسلونا به دست آورد. در بازی دوم که در سانتیاگو برنابئو ورزشگاه خانگی رئال برگزار می‌شد، از روی ارسال ضربه کرنر با سرزنی گلی را به ثمر رساند تا ۲–۱ پیروز شوند.
در ۱۴ دسامبر او برابر اوساسونا ۱۸امین کارت قرمز خود را در رئال دریافت کرد تا رکورد دریافت کارت قرمز را در رئال بشکند. در الکلاسیکو خانگی دسامبر ۲۰۱۴ برابر بارسلونا آنها ۳–۴ شکست خوردند.
او در بازی با لوانته شوتی قدرتی را گل کرد. در ۲۶ آپریل برابر اوساسونا در برنابئو راموس گلی با ضربه سر به ثمر رساند. ۲۹ آوریل ۲۰۱۴ در نیمه نهایی لیگ قهرمانان اروپا ۱۴–۲۰۱۳ او در فاصله چهار دقیقه دو بار با سرزنی به بایرن مونیخ گل زد تا ۴–۰ پیروز شوند و دَبل راموس (در چهار دقیقه) سریع‌ترین دبل در نیمه نهایی تاریخ لیگ قهرمانان اروپا شد. بنابراین آنها مجموعاً با نتیجه ۵–۰ به فینال رسیدند. او در تساوی ۲–۲ برابر والنسیا در لالیگا نیز گلزنی کرد و سه روز پس از آن نیز در بازی با رئال وایادولید با یک ضربه آزاد گلزنی کرد تا در سه دیدار پیاپی برای رئال گلزنی کرده باشد.
۲۴ مای در فینال لیگ قهرمانان اروپا ۲۰۱۳ برابر اتلتیکو مادرید درحالیکه با نتیجه ۱–۰ در آستانه باخت بودند، راموس در دقیقه ۹۴ بازی را با سرزنی به تساوی کشاند تا در وقت اضافه رئال ۴–۱ پیروزی قاطعی را به‌دست آورده و قهرمان شود. او در پایان عنوان بهترین بازیکن دیدار را از سوی هواداران دریافت کرد.
او فصل ۱۵–۲۰۱۴ را با برد ۰–۲ رئال در فینال سوپرکاپ اروپا برابر سویا شروع کردند و قهرمانی را با رئال جشن گرفت. اما آن‌ها در فینال سپس در بازی با اتلتیکو مادرید ۲–۱ باختند و جام اسپانیا را از دست دادند. او اولین گل فصل خود را در هفته دوم لالیگا در بازی با رئال سوسیداد با سرزنی به ثمر رساند. او پنجاهمین گل خود را در بازی خانگی با اتلتیک بیلبائو زد و آنها ۱–۵ پیروز شدند.
او در بازی نیمه نهایی جام باشگاه‌های جهان گلزنی کرد و در بازی نهایی برابر سن لورنزو گلزنی کرد و مرد میدان شد. راموس به عنوان بهترین بازیکن این تورنمنت توپ طلا را از آن خود کرد.

#### به دست آوردن جام‌ها به عنوان کاپیتان: ۲۰۲۱–۲۰۱۵
راموس در اوت ۲۰۱۵ با تمدید قراردادش تا سال ۲۰۲۰ موافقت کرد. او پس از بستن قرارداد کاپیتان اول رئال مادرید شد، زیرا کاسیاس کاپیتان پیشین به پورتو رفت. او در ۸ نوامبر در بازی با سویا در حالت پرشی ضربه سری را وارد دروازه کرد و اولین گل فصل او در لالیگا به ثمر رسید. در ۲۰ دسامبر ۲۰۱۵ رئال با کاپیتانی راموس، ۱۰ بر ۲ رایووایکانو را شکست داد و پرگل‌ترین برد رئال در ۵۵ سال گذشته رقم خورد. به دنبال آن در ۱۳ مارس، راموس با وجود آن که گل زود هنگامی را با سرزنی از روی سانتر ایسکو به لاس پالماس زده بود، ۲۰اُمین کارت قرمز خود را دریافت کرده و اخراج شد اما رئال در پایان ۲–۱ بازی را برد.
۲ آوریل ۲۰۱۶ در الکلاسیکو در نوکمپ بارسلونا درحالی‌که محرومیت پیشین خود را گذرانده و دوباره به بازی آمده بود، کارت قرمز دریافت کرد اما رئال توانست ۲–۱ پیروز شود. این چهارمین اخراج راموس از یک بازی الکلاسیکو بود. رئال در آن فصل توانست به فینال لیگ قهرمانان اروپا ۲۰۱۶ راه یابد و دوباره آنان همانند فینال لیگ قهرمانان ۲۰۱۴ با اتلتیکو مادرید مواجه شدند. بار دیگر راموس در فینال تنها گل رئال را به ثمر رساند اما اتلتیکو در نیمه دوم با گل یانیک کاراسکو بازی را به تساوی کشاند تا به دلیل تداوم نتیجه ۱–۱ بازی به پنالتی کشیده شود. راموس پنالتی خود برای رئال را هم گل کرد و در پایان بازی با گل کردن واپسین پنالتی توسط کریستیانو رونالدو، راموس دومین قهرمانی خود در این مسابقات و یازدهمین قهرمانی رئال را جشن گرفت. او افزون بر دریافت عنوان بهترین بازیکن این بازی، تنها مدافعی در تاریخ فوتبال شد که توانسته در فینال لیگ قهرمانان اروپا گلزنی کند. راموس همچنین به دلیل درخشش در این جام مورد ستایش قرار گرفت اما با این وجود، هواداران اتلتیکو و برخی دیگر گل سرجیو راموس را در فینال به علت قرار گرفتن در موقعیت آفساید نادرست دانستند.

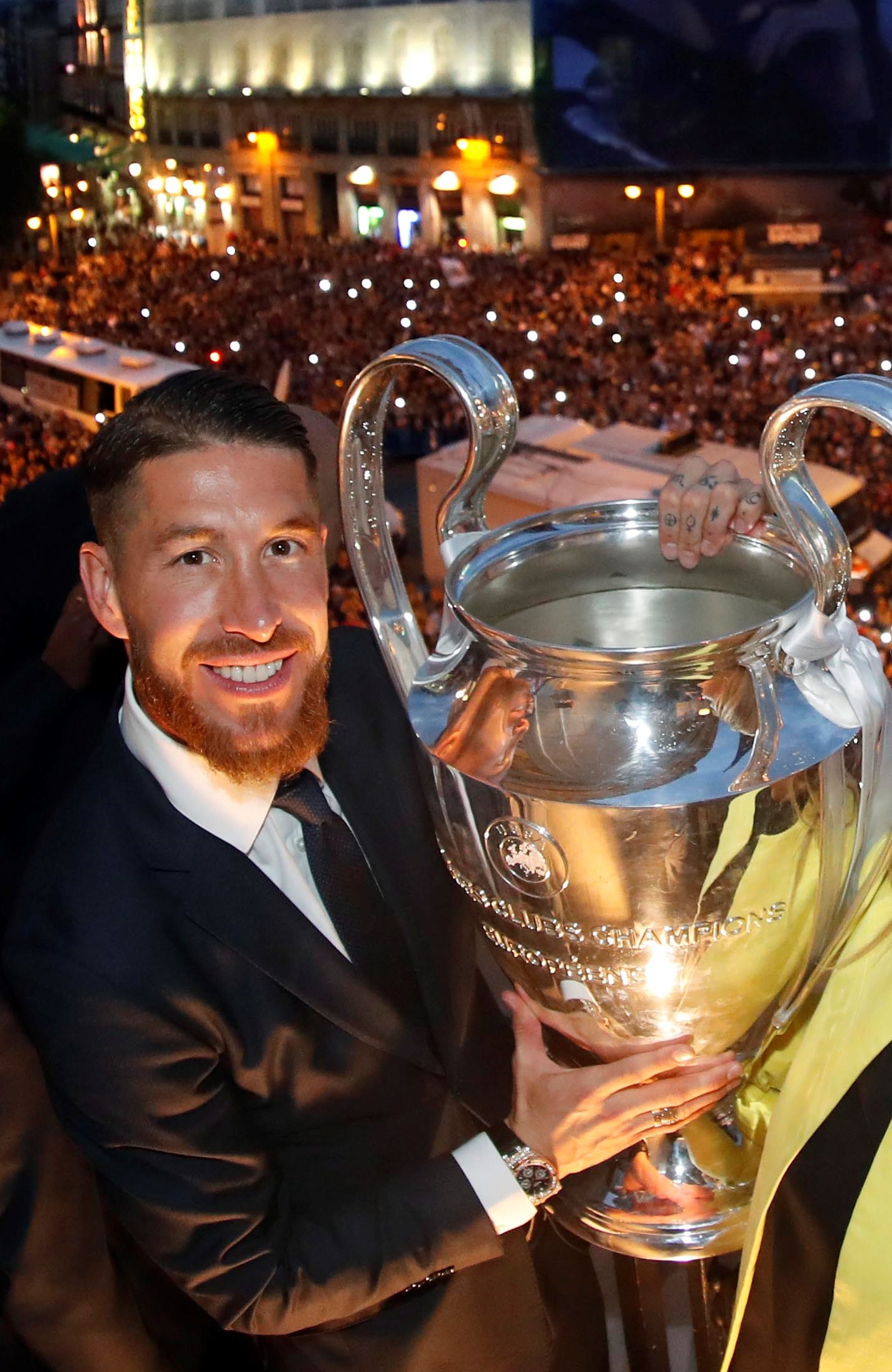
جام لیگ قهرمانان ۱۶–۲۰۱۵ در دستان سرجیو راموس

به دنبال قهرمانی رئال مادرید در لیگ قهرمانان و قهرمانی سویا در لیگ اروپا ۱۶–۲۰۱۵، این دو تیم جواز حضور در سوپر جام اروپا را گرفتند. راموس به دلیل مصدومیت فصل را با ۳۳ بازی سپری کرد.
او فصل جدید ۱۷–۲۰۱۶ را با بازی در سوپرکاپ اروپا شروع کرد و گل پیروزی رئال را در دقیقه ۹۳ زد تا در مجموع با نتیجه ۳ بر ۲ قهرمان شوند. راموس در این بازی نیز مرد میدان شد. در دسامبر ۲۰۱۶ در بازی با بارسلونا تنها گل رئال را به ثمر رساند و در پایان ۱–۱ مساوی شدند تا رئال مادرید رکورد ۳۳ بازی بدون شکست خود را ادامه دهند. یک هفته پس از آن او بار دیگر گل دیرهنگام خود را در دقیقه ۹۲ زد تا رئال در برابر دیپورتیوو لاکرونیا ۳ بر ۲ پیروز شود.
۱۵ ژانویه ۲۰۱۷ در بازی برابر سویا راموس گل به خودی زد و بازی با نتیجه ۲–۱ تمام شد. به این ترتیب رکورد بدون شکست رئال نیز با ۴۰ بازی بدون شکست به پایان رسید. یک هفته بعد او هر دو گل رئال را در بازی با مالاگا زد و به رکورد ۵۰ گل زده برای رئال رسید. ۱۱ فوریه، راموس ۵۰۰اُمین مسابقه باشگاهی خود را با پیروزی ۳–۱ برابر اوساسونا سپری کرد.
در دور برگشت از مرحله یک‌هشتم نهایی لیگ قهرمانان اروپا ۱۷–۲۰۱۶، رئال مادرید با یک گل از حریف سخت خود ناپولی عقب بود که راموس با فاصله پنج دقیقه در دقایق ۵۲ و ۵۷، دو بار پیاپی با ضربه سر از روی ارسال کرنر گلزنی کرد و رئال در پایان ۳–۱ پیروز شد که با توجه به بازی رفت در مجموع با نتیجه ۶ بر ۲ به مرحله بعدی راه پیدا کرد. به ثمر رساندن گل‌های مهم و دیرهنگام راموس که با سرزنی بودند، در ۱۲ مارس برابر رئال بتیس نیز ادامه پیدا کرد و او توانست در دقیقه ۸۲ در حالیکه رئال ۱–۱ مساوی بود، گل پیروزی بخش رئال را در برنابئو بزند تا آن‌ها بالاتر از بارسلونا در صدر جدول لالیگا قرار بگیرند.
شمار گل‌های راموس تا پایان فصل ۱۷–۲۰۱۶ به ۱۰ گل رسید که بیشترین گلزنی او در یک فصل تا آن زمان به‌شمار می‌رفت و رئال مادرید با ۲ امتیاز بیشتر از بارسلونا، به ۳۳اُمین قهرمانی خود در لالیگا دست پیدا کرد که چهارمین قهرمانی راموس در این رقابت‌ها بود.
رئال مادرید پس از آن در فینال لیگ قهرمانان اروپا ۲۰۱۷ توانست شکست سنگینی را بر یوونتوس با نتیجه ۴–۱ تحمیل کند تا سرخیو راموس اولین کاپیتانی در تاریخ لیگ قهرمانان اروپا باشد که دو قهرمانی پیاپی را در این مسابقات به دست می‌آورد. او بهترین مدافع سال اروپا در ۲۰۱۷ و نیز بهترین مدافع فصل ۱۷–۲۰۱۶ لالیگا شد.
در ۲۰ اوت ۲۰۱۷، در اولین بازی رئال مادرید از لالیگا ۱۸–۲۰۱۷، راموس ۲۳اُمین کارت قرمز دوران حرفه‌ای خود را دریافت کرد که این هجدهمین کارت قرمز او در لالیگا و بالاترین رکورد این لیگ بود. او نوزدهمین کارت قرمز را هم در تساوی ۰–۰ با آپوئل در لیگ قهرمانان اروپا ۱۸–۲۰۱۷ گرفت اما در بازی برگشت برابر این باشگاه، اولین گل فصل خود را با یک قیچی برگردان دیدنی زد. او در لالیگا هم چهار گل دیگر به ثمر رساند و در کنار کریستیانو رونالدو برخی پنالتی‌ها را زد.
رئال مادرید به فینال لیگ قهرمانان اروپا ۲۰۱۸ راه پیدا کرد و اگرچه رئال در برابر لیورپول ۱–۳ به قهرمانی رسید اما عملکرد راموس در فینال مورد انتقاد فراوان قرار گرفت. برخورد راموس با محمد صلاح که بازیکن کلیدی لیورپول در این مسابقات بود، موجب آسیب دیدگی او در قسمت شانه و تعویضش از بازی شد. راموس همچنین با آرنج به سرِ لوریس کاریوس دروازه‌بان حریف ضربه زد که پس از آن، این ضربه موجب ایجاد مشکل گیجی و ناتوانی در تشخیص درست، دانسته‌شد. اما او بعدها تأثیر این اتفاقات را در باخت لیورپول رد کرد.

در فصل ۱۹–۲۰۱۸ با انتقال کریستیانو رونالدو به یوونتوس، راموس عهده‌دار زدن پنالتی‌های رئال شد. او چندین گل را از روی پنالتی در رقابت‌های گوناگون به ثمر رساند و آمار به طرز عجیبی نشان داد که او در زدن پنالتی‌ها از رونالدو نیز عملکرد بهتری داشته است. راموس همچنین با گل کردن پنالتی برابر خیرونا در کنار لیونل مسی، تنها بازیکنی شد که در ۱۵ فصل پیاپی لالیگا گلزنی کرده است.

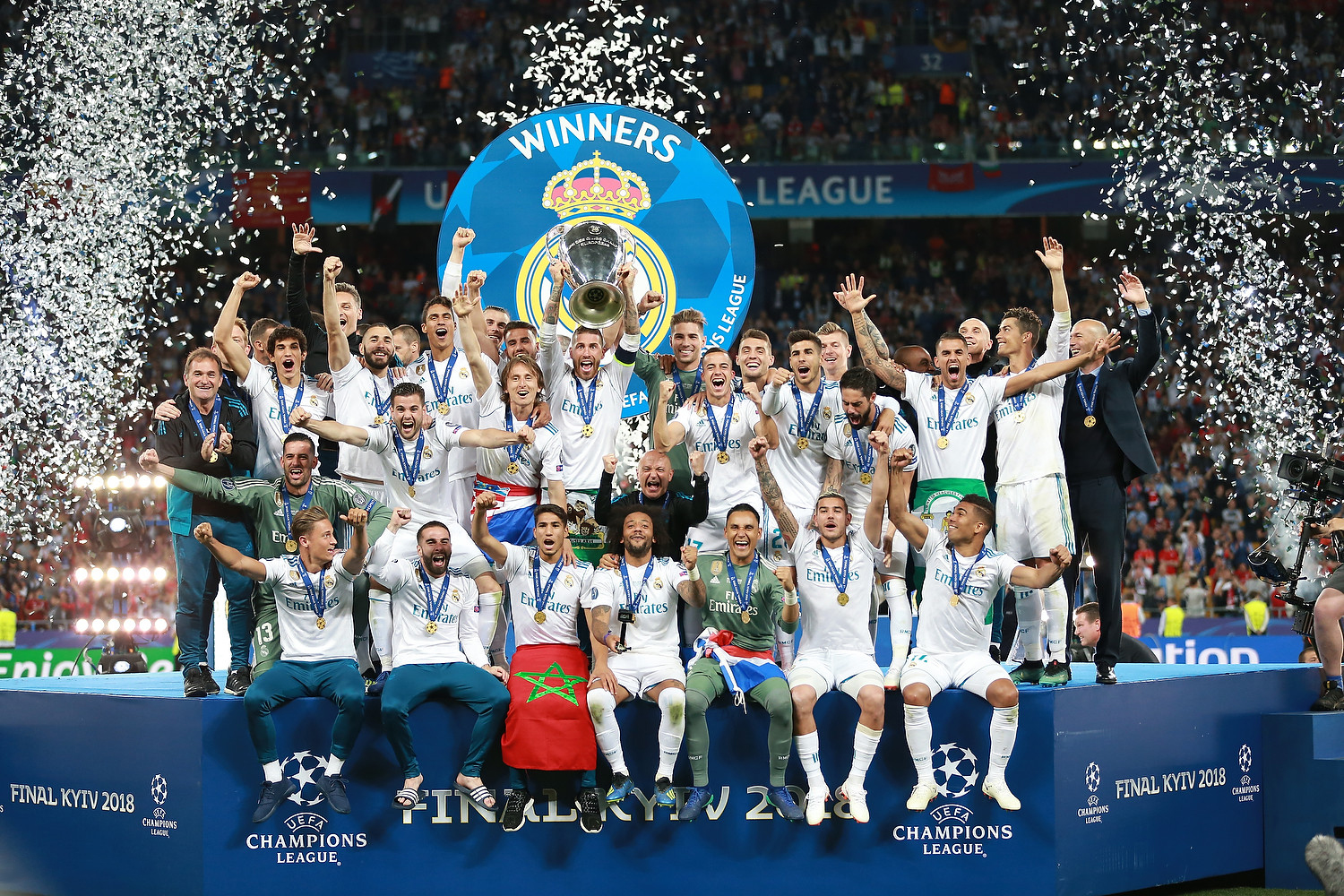
راموس اولین بازیکنی در تاریخ لیگ قهرمانان اروپا شد که توانسته است به عنوان کاپیتان سه بار پیاپی به قهرمانی برسد. او در جشن قهرمانی به عنوان کاپیتان جام را بالا برد.

او در فینال جام باشگاه‌های جهان ۲۰۱۸ برابر کاشیما آنتلرز گلزنی کرد و این بار تنها بازیکنی شد که به عنوان کاپیتان سه بار جام باشگاه‌های جهان را برده است. او صدمین گل دوران حرفه‌ای خود را نیز در بازی برابر سویا زد. او در نهایت در سال ۲۰۲۱ از رئال مادرید به صورت آزاد جدا شد و به باشگاه فوتبال پاری‌سن‌ژرمن پیوست و اولین بازی او برای پاری‌سن‌ژرمن در مقابل باشگاه فوتبال سن-اتین انجام داد.

## پیشینه در تیم ملی

### ابتدای حضور در اسپانیا
راموس یکی از مهره‌های اصلی تیم زیر ۱۹ سال اسپانیا به‌شمار می‌رفت و در قهرمانی اسپانیا در رقابت‌های جام ملتهای اروپا زیر ۱۹ سال در ۲۰۰۴ نمایشی خوب داشت. او در سال ۲۰۰۴ با ۱۸ سال سن برای تیم ملی بزرگسالان اسپانیا بازی کرد که جوانترین بازیکن تیم ملی اسپانیا در ۵۵ سال گذشته فوتبال این کشور نام گرفت. در اکتبر ۲۰۰۵، راموس دو گل اول بین‌المللی خود را در یک پیروزی ۶–۰ از سان مارینو برای دیدارهای انتخابی جام جهانی ۲۰۰۶ در اروپا به ثمر رساند.
راموس به دلیل نمایش خوب در بازی‌های باشگاهی و ملی به جای میشل سالگادو در ترکیب اصلی اسپانیا برای جام جهانی ۲۰۰۶ قرار گرفت و پیراهن شماره ۱۵ را به تن کرد.

### دوران قهرمانی

#### جام ملت‌های اروپا ۲۰۰۸
در یورو ۲۰۰۸ راموس با اسپانیا در بازی‌های انتخابی یورو ۲۰۰۸ بالاتر از سوئد و با ۲۸ امتیاز به عنوان تیم اول گروه F به جام ملت‌های اروپا ۲۰۰۸ راه پیدا کرد. راموس در ۱۱ بازی حضور داشت و دو بار برای اسپانیا از جمله در برد ۳–۰ برابر سوئد گلزنی کرد. او در تمام مسابقات جام ملت‌های ۲۰۰۸ به جز بازی گروهی در برابر یونان بازی کرد. او در فینال که برابر آلمان ۱–۰ پیروز شدند، با پوشیدن پیراهن دوست فقید خود آنتونیو پوئرتا، قهرمانی را جشن گرفت.
راموس در جام کنفدراسیون‌های ۲۰۰۹ که در آفریقای جنوبی برگزار می‌شد نیز حضور داشت و در این مسابقات به همراه اسپانیا سوم شد و در پایان او در ترکیب منتخب جام قرار گرفت. او در ژوئن ۲۰۱۰ که برابر کره جنوبی ۱–۰ پیروز شدند، برای اولین بار بازوبند کاپیتانی اسپانیا را به بازو بست.

#### جام جهانی ۲۰۱۰
راموس در جام جهانی ۲۰۱۰ به عنوان مدافع راست در همه مسابقات اسپانیا به‌طور کامل بازی کرد و با مهار مهاجمان بزرگی مانند کریستیانو رونالدو و لوکاس پودولسکی تأثیر زیادی بر چهار کلین شیت اسپانیا در این مسابقات داشت. او قهرمانی در جام جهانی را با پیروزی ۱–۰ برابر هلند در فینال تجربه کرد و در پایان در ترکیب منتخب جام جهانی قرار گرفت.

#### جام ملت‌های اروپا ۲۰۱۲

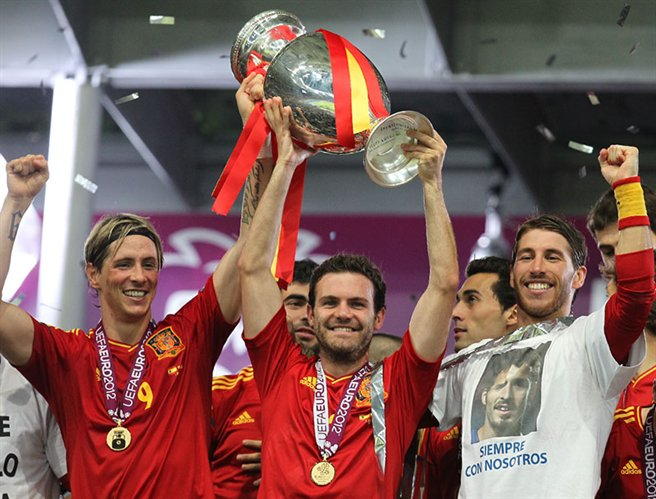
راموس در جشن قهرمانی یورو ۲۰۱۲ به همراه خوان ماتا و فرناندو تورس درحالیکه جام را به همراه دارند.

در جام ملت‌های اروپا ۲۰۱۲، راموس به همراه جرارد پیکه پست مدافع میانی اسپانیا را ساختند. در بازی اسپانیا برابر پرتغال که با تساوی ۱–۰ در ۱۲۰ دقیقه به پنالتی کشیده شد، راموس پنالتی خود را به شیوه آنتونین پاننکا گل کرد تا در ادامه اسپانیا با نتیجه ۴–۲ در ضربات پنالتی بازی را ببرد. در بازی فینال برابر ایتالیا نیز اسپانیا با نتیجه ۴–۰ پیروز شد و به این ترتیب سومین قهرمانی ملی راموس با اسپانیا به دست آمد. درخشش راموس در این جام موجب شد تا در تیم منتخب یورو قرار گیرد.

#### جام کنفدراسیون‌ها ۲۰۱۳
راموس در بازی‌های جام کنفدراسیون‌ها ۲۰۱۳ در برزیل برای اسپانیا به میدان رفت. او در بازی گروهی برابر هائیتی که ۱۰–۰ اسپانیا برنده شد، کاپیتانی اسپانیا را برعهده داشت. اسپانیا در فینال جام برابر برزیل با نتیجه ۳–۰ باخت و راموس پنالتی خود را گل نکرد تا در نهایت نائب قهرمان این تورنمنت شوند.

### ۲۰۱۴–اکنون

#### جام جهانی ۲۰۱۴
در بازی‌های مقدماتی جام جهانی ۲۰۱۴ راموس صدمین بازی خود را با گلزنی برابر فنلاند جشن گرفت و کم‌سن‌ترین بازیکنی شد که به این رکورد دست پیدا می‌کند. او در جام جهانی ۲۰۱۴ نیز برای اسپانیا بازی کرد که در این جام با کسب نتایج ضعیف و باخت سنگین ۵ بر ۱ برابر هلند در همان دور گروهی حذف شدند.

#### جام ملت‌های اروپا ۲۰۱۶
او در فوریه ۲۰۱۶، جایزه لوئیز آراگونز را به عنوان بهترین بازیکن سال گذشته تیم ملی اسپانیا از آن خود کرد. با کناره‌گیری ایکر کاسیاس کاپیتان از تیم ملی، راموس که کاپیتان دوم تیم به‌شمار می‌رفت، جانشین او در اسپانیا شد و در جام ملت‌های اروپا ۲۰۱۶ حضور یافت. در بازی گروهی اسپانیا برابر کرواسی، دنیل سوباشیچ دروازه‌بان کرواسی توانست پنالتی راموس را بگیرد تا اسپانیا با باخت ۲–۱ به عنوان تیم دوم صعود کند. اما در مرحله حذفی، اسپانیا از ایتالیا با نتیجه ۲–۰ شکست خورد.

#### جام جهانی ۲۰۱۸

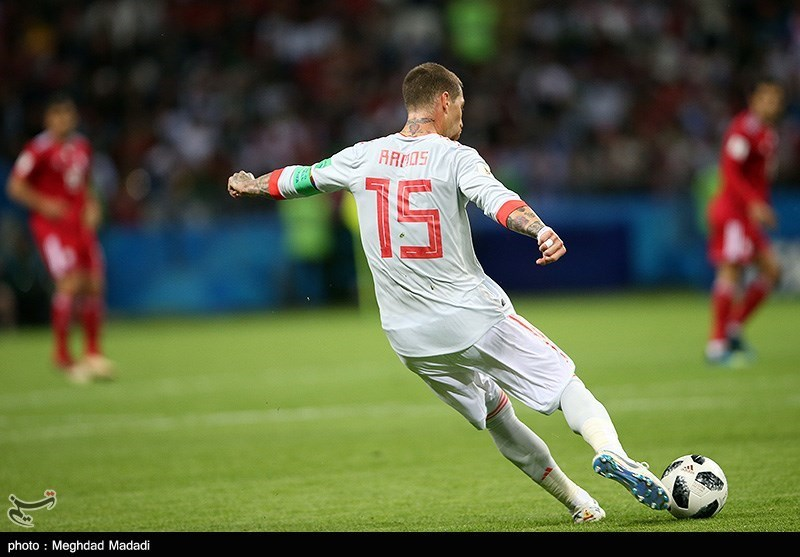
سرخیو راموس هنگام ضربه زدن به توپ در بازی با ایران، جام جهانی ۲۰۱۸

راموس در بازی‌های جام جهانی ۲۰۱۸ روسیه در ترکیب تیم ملی اسپانیا قرار گرفت و به چهارمین تورنمنت جام جهانی و اولین جام جهانی در جایگاه کاپیتان را تجربه کرد. او در هر سه بازی مرحله گروهی اسپانیا که به «گروه مرگ» معروف شده بود، از جمله بازی با پرتغال که قهرمان یورو ۲۰۱۶ بود، بازی کرد. در دور یک‌شانزدهم برابر روسیه، راموس اعتقاد داشت که گل اسپانیا را به ثمر رسانده اما سپس گل به خودی سرگئی ایگناشویچ شناخته شد. این مسابقه پس از وقت اضافی ۱–۱ به پایان رسید و در پنالتی‌ها، اسپانیا برابر میزبان مسابقات حذف شد اما او پنالتی چهارم اسپانیا را وارد دروازه حریف کرد.

### رکورد بیشترین بازی ملی اسپانیا
با حضور راموس در بازی‌های انتخابی یورو ۲۰۲۰، درحالیکه ۳۳ سال داشت، رکورد بیشترین شمار بازی ملی اسپانیا را که تا پیش از آن متعلق به ایکر کاسیاس، هم‌تیمی پیشین خود بود، جمعاً با ۱۶۸ بازی شکست. پس از آن کاسیاس در پیامی دست یابی به این رکورد را به او تبریک گفت.

## آمار حرفه‌ای

### باشگاهی[۸۵][۸۶]
تا تاریخ ۲ مارس ۲۰۲۴
| عملکرد             | عملکرد             | عملکرد             | لیگ  | لیگ | جام  | جام | قاره‌ای | قاره‌ای | دیگر | دیگر | مجموع | مجموع |
| فصل                | باشگاه             | لیگ                | بازی | گل  | بازی | گل  | بازی   | گل     | بازی | گل   | بازی  | گل    |
| ------------------ | ------------------ | ------------------ | ---- | --- | ---- | --- | ------ | ------ | ---- | ---- | ----- | ----- |
| ۲۰۰۳–۲۰۰۴          | سویا               | لالیگا             | ۷    | ۰   | ۰    | ۰   | ۰      | ۰      | ۰    | ۰    | ۷     | ۰     |
| ۲۰۰۴–۲۰۰۵          | سویا               | لالیگا             | ۳۱   | ۲   | ۵    | ۰   | ۶      | ۱      | ۰    | ۰    | ۴۲    | ۳     |
| ۲۰۰۵–۲۰۰۶          | سویا               | لالیگا             | ۱    | ۰   | ۰    | ۰   | ۰      | ۰      | ۰    | ۰    | ۱     | ۰     |
| مجموع سویا         | مجموع سویا         | مجموع سویا         | ۳۹   | ۲   | ۵    | ۰   | ۶      | ۱      | ۰    | ۰    | ۵۰    | ۳     |
| ۲۰۰۵–۲۰۰۶          | رئال مادرید        | لالیگا             | ۳۳   | ۴   | ۶    | ۱   | ۷      | ۱      | ۰    | ۰    | ۴۶    | ۵     |
| ۲۰۰۶–۲۰۰۷          | رئال مادرید        | لالیگا             | ۳۳   | ۵   | ۳    | ۰   | ۶      | ۱      | ۰    | ۰    | ۴۲    | ۶     |
| ۲۰۰۷–۲۰۰۸          | رئال مادرید        | لالیگا             | ۳۳   | ۵   | ۳    | ۰   | ۷      | ۰      | ۲    | ۱    | ۴۵    | ۶     |
| ۲۰۰۸–۲۰۰۹          | رئال مادرید        | لالیگا             | ۳۲   | ۴   | ۰    | ۰   | ۸      | ۱      | ۲    | ۱    | ۴۲    | ۶     |
| ۲۰۰۹–۲۰۱۰          | رئال مادرید        | لالیگا             | ۳۳   | ۴   | ۰    | ۰   | ۷      | ۰      | ۰    | ۰    | ۴۰    | ۴     |
| ۲۰۱۰–۲۰۱۱          | رئال مادرید        | لالیگا             | ۳۱   | ۳   | ۷    | ۱   | ۸      | ۰      | ۰    | ۰    | ۴۶    | ۴     |
| ۲۰۱۱–۲۰۱۲          | رئال مادرید        | لالیگا             | ۳۴   | ۳   | ۴    | ۰   | ۱۱     | ۱      | ۲    | ۰    | ۵۱    | ۴     |
| ۲۰۱۲–۲۰۱۳          | رئال مادرید        | لالیگا             | ۲۶   | ۴   | ۳    | ۰   | ۹      | ۱      | ۲    | ۰    | ۴۰    | ۵     |
| ۲۰۱۳–۲۰۱۴          | رئال مادرید        | لالیگا             | ۳۲   | ۴   | ۸    | ۰   | ۱۱     | ۳      | ۰    | ۰    | ۵۱    | ۷     |
| ۲۰۱۴–۲۰۱۵          | رئال مادرید        | لالیگا             | ۲۷   | ۴   | ۲    | ۱   | ۸      | ۰      | ۵    | ۲    | ۴۲    | ۷     |
| ۲۰۱۵–۲۰۱۶          | رئال مادرید        | لالیگا             | ۲۳   | ۲   | ۰    | ۰   | ۱۰     | ۱      | ۰    | ۰    | ۳۳    | ۳     |
| ۲۰۱۶–۲۰۱۷          | رئال مادرید        | لالیگا             | ۲۸   | ۷   | ۳    | ۱   | ۱۱     | ۱      | ۲    | ۱    | ۴۴    | ۱۰    |
| ۲۰۱۷–۲۰۱۸          | رئال مادرید        | لالیگا             | ۲۶   | ۴   | ۱    | ۰   | ۱۱     | ۱      | ۴    | ۰    | ۴۲    | ۵     |
| ۲۰۱۸–۲۰۱۹          | رئال مادرید        | لالیگا             | ۲۸   | ۶   | ۶    | ۳   | ۵      | ۰      | ۳    | ۲    | ۴۲    | ۱۱    |
| ۲۰۱۹–۲۰۲۰          | رئال مادرید        | لالیگا             | ۳۵   | ۱۱  | ۲    | ۰   | ۵      | ۲      | ۲    | ۰    | ۴۴    | ۱۳    |
| ۲۰۲۰–۲۰۲۱          | رئال مادرید        | لالیگا             | ۱۵   | ۲   | ۰    | ۰   | ۵      | ۲      | ۱    | ۰    | ۲۱    | ۴     |
| مجموع رئال مادرید  | مجموع رئال مادرید  | مجموع رئال مادرید  | ۴۶۹  | ۷۲  | ۴۸   | ۷   | ۱۲۹    | ۱۵     | ۲۵   | ۷    | ۶۷۱   | ۱۰۱   |
| ۲۰۲۱–۲۰۲۲          | پاری سن-ژرمن       | لیگ ۱              | ۱۲   | ۲   | ۱    | ۰   | ۰      | ۰      | ۰    | ۰    | ۱۳    | ۲     |
| ۲۰۲۲–۲۰۲۳          | پاری سن-ژرمن       | لیگ ۱              | ۳۳   | ۲   | ۳    | ۱   | ۸      | ۰      | ۱    | ۱    | ۴۵    | ۴     |
| مجموع پاری سن ژرمن | مجموع پاری سن ژرمن | مجموع پاری سن ژرمن | ۴۵   | ۴   | ۴    | ۱   | ۸      | ۰      | ۱    | ۱    | ۵۸    | ۶     |
| ۲۰۲۳–۲۰۲۴          | سویا               | لالیگا             | ۱۷   | ۲   | ۴    | ۲   | ۵      | ۲      | ۰    | ۰    | ۲۶    | ۶     |
| مجموع آمار         | مجموع آمار         | مجموع آمار         | ۵۶۴  | ۷۹  | ۵۸   | ۸   | ۱۴۷    | ۱۷     | ۲۶   | ۸    | ۷۹۵   | ۱۱۲   |

### بازی‌های ملی[۸۷][۸۸]
| اسپانیا | اسپانیا | اسپانیا | اسپانیا |
| سال     | بازی    | گل      | پاس گل  |
| ------- | ------- | ------- | ------- |
| ۲۰۰۵    | ۷       | ۲       | ۰       |
| ۲۰۰۶    | ۱۳      | ۰       | ۱       |
| ۲۰۰۷    | ۱۰      | ۲       | ۰       |
| ۲۰۰۸    | ۱۵      | ۰       | ۰       |
| ۲۰۰۹    | ۱۱      | ۰       | ۲       |
| ۲۰۱۰    | ۱۶      | ۱       | ۲       |
| ۲۰۱۱    | ۱۰      | ۱       | ۰       |
| ۲۰۱۲    | ۱۶      | ۲       | ۰       |
| ۲۰۱۳    | ۱۷      | ۱       | ۱       |
| ۲۰۱۴    | ۹       | ۱       | ۱       |
| ۲۰۱۵    | ۶       | ۰       | ۰       |
| ۲۰۱۶    | ۱۰      | ۰       | ۰       |
| ۲۰۱۷    | ۹       | ۳       | ۱       |
| ۲۰۱۸    | ۱۲      | ۴       | ۰       |
| ۲۰۱۹    | ۹       | ۴       | ۰       |
| ۲۰۲۰    | ۸       | ۲       | ۰       |
| ۲۰۲۱    | ۲       | ۰       | ۰       |
| مجموع   | ۱۸۰     | ۲۳      | ۸       |

### گل‌های ملی
| شماره | تاریخ           | میزبان       | بازی ملی | حریف        | نتیجه | رقابت                         |
| ----- | --------------- | ------------ | -------- | ----------- | ----- | ----------------------------- |
| ۱     | ۱۳ اکتبر ۲۰۰۵   | سرواله       | ۶        | سان مارینو  | ۴–۰   | مقدماتی جام جهانی ۲۰۰۶        |
| ۲     | ۱۳ اکتبر ۲۰۰۵   | سرواله       | ۶        | سان مارینو  | ۴–۰   | مقدماتی جام جهانی ۲۰۰۶        |
| ۳     | ۱۳ اکتبر ۲۰۰۷   | آرهوس        | ۲۷       | دانمارک     | ۳–۱   | مقدماتی جام ملت‌های اروپا ۲۰۰۸ |
| ۴     | ۱۷ نوامبر ۲۰۰۷  | مادرید       | ۲۹       | سوئد        | ۳–۰   | مقدماتی جام ملت‌های اروپا ۲۰۰۸ |
| ۵     | ۳ مارس ۲۰۱۰     | سن-دنی       | ۵۷       | فرانسه      | ۲–۰   | دوستانه                       |
| ۶     | ۶ سپتامبر ۲۰۱۱  | لگرنیو       | ۷۸       | لیختن‌اشتاین | ۶–۰   | مقدماتی جام ملت‌های اروپا ۲۰۱۲ |
| ۷     | ۱۶ اکتبر ۲۰۱۲   | مادرید       | ۹۷       | فرانسه      | ۱–۱   | مقدماتی جام جهانی ۲۰۱۴        |
| ۸     | ۱۴ نوامبر ۲۰۱۲  | پاناماسیتی   | ۹۸       | پاناما      | ۵–۱   | دوستانه                       |
| ۹     | ۲۲ مارس ۲۰۱۳    | خیخن         | ۱۰۰      | فنلاند      | ۱–۱   | مقدماتی جام جهانی ۲۰۱۴        |
| ۱۰    | ۸ سپتامبر ۲۰۱۴  | والنسیا      | ۱۲۲      | مقدونیه     | ۵–۱   | مقدماتی جام ملت‌های اروپا ۲۰۱۶ |
| ۱۱    | ۵ سپتامبر ۲۰۱۷  | فادوتس       | ۱۴۵      | لیختن‌اشتاین | ۸–۰   | مقدماتی جام جهانی ۲۰۱۸        |
| ۱۲    | ۱۴ نوامبر ۲۰۱۷  | سنت پترزبورگ | ۱۴۹      | روسیه       | ۳–۳   | دوستانه                       |
| ۱۳    | ۱۴ نوامبر ۲۰۱۷  | سنت پترزبورگ | ۱۴۹      | روسیه       | ۳–۳   | دوستانه                       |
| ۱۴    | ۱۱ سپتامبر ۲۰۱۸ | الچه         | ۱۵۸      | کرواسی      | ۶–۰   | لیگ ملت‌های اروپا ۱۹–۲۰۱۸      |
| ۱۵    | ۱۱ اکتبر ۲۰۱۸   | کاردیف       | ۱۵۹      | ولز         | ۴–۱   | دوستانه                       |
| ۱۶    | ۱۵ اکتبر ۲۰۱۸   | سویل         | ۱۶۰      | انگلستان    | ۲–۳   | لیگ ملت‌های اروپا ۱۹–۲۰۱۸      |
| ۱۷    | ۱۵ نوامبر ۲۰۱۸  | زاگرب        | ۱۶۱      | کرواسی      | ۲–۳   | لیگ ملت‌های اروپا ۱۹–۲۰۱۸      |
| ۱۸    | ۲۳ مارس ۲۰۱۹    | والنسیا      | ۱۶۲      | نروژ        | ۲–۱   | مقدماتی جام ملت‌های اروپا ۲۰۲۰ |
| ۱۹    | ۷ ژوئن ۲۰۱۹     | توشهاون      | ۱۶۴      | جزایر فارو  | ۴–۱   | مقدماتی جام ملت‌های اروپا ۲۰۲۰ |
| ۲۰    | ۱۰ ژوئن ۲۰۱۹    | مادرید       | ۱۶۵      | سوئد        | ۳–۰   | مقدماتی جام ملت‌های اروپا ۲۰۲۰ |
| ۲۱    | ۵ سپتامبر ۲۰۱۹  | بخارست       | ۱۶۶      | رومانی      | ۲–۱   | مقدماتی جام ملت‌های اروپا ۲۰۲۰ |
| ۲۲    | ۶ سپتامبر ۲۰۲۰  | مادرید       | ۱۷۲      | اوکراین     | ۴–۰   | لیگ ملت‌های اروپا ۲۱–۲۰۲۰      |
| ۲۳    | ۶ سپتامبر ۲۰۲۰  | مادرید       | ۱۷۲      | اوکراین     | ۴–۰   | لیگ ملت‌های اروپا ۲۱–۲۰۲۰      |

## شیوه بازی
من هرگز کیفیت فنی یا قدرت سرخیو راموس را نخواهم داشت. او بهترین مدافع میانی جهان است و می‌داند چگونه در مسابقات مهم بازی کند.
جورجو کیه‌لینی تو واقعا هم هیچ پوخی پیش سلطان راموس نیستی

راموس همواره توسط بازیکنان بزرگ فوتبال، مجلات معتبر فوتبالی و کارشناسان به عنوان بهترین مدافع نسل خود در جهان (دههٔ ۲۰۱۰ فوتبال جهان) و نیز یکی از بهترین مدافعان دوران مدرن فوتبال به‌شمار می‌رود. او در جایگاه یک دفاع از ویژگی‌های فیزیکی، قدرت بدنی، تکل‌زنی قوی و مهارت در توپ‌گیری برخوردار است و افزون بر این توانایی‌های دفاعی؛ به دلیل دید مناسب، پاسکاری و سانتر دقیق، توانایی بسیار در کارهای هوایی مانند پرش و سرزنی و نیز حمایت از تیم در حمله یکی از گلزن‌ترین و تهاجمی‌ترین مدافع‌های تاریخ فوتبال، و دارای رکورد گلزنیِ یک مدافع، در ۱۰ سال گذشته فوتبال اروپا شده است.
او توانایی بازی در همه پست‌های خط دفاعی از جمله مدافع کناری و مدافع میانی را دارد و در هر دوی این پست‌ها درخشیده است. راموس از بهترین سرزنان جهان است و شماری از مهم‌ترین گل‌ها را در رقابت‌های مهم اسپانیا و اروپا با سرزنی به ثمر رسانده است. همچنین با ثبت رکوردهای سرعت ۳۰٫۸ و ۳۰٫۶ کیلومتر بر ساعت در سال‌های ۲۰۱۴ و ۲۰۱۵، او را سریع‌ترین بازیکن جهان در پست خود دانسته‌اند.
راموس بازیکنی کامل، دارای قدرت رهبری تیم، و شخصیتی قوی توصیف شده است:
«مدافعانی با توانایی فنی خارق‌العاده‌ای وجود دارند؛ برخی دارای ویژگی‌های دفاعی منحصر به فردی هستند… برخی نیز با شخصیت‌های قوی‌ای که دارند تأثیر می‌گذارند… اما همه این فاکتورها با هم در سرجیو راموس هستند. او مقداری از هر چیزی را دارد: توانایی فنی، قدرت، شخصیت، و رهبری.»— کارلو آنچلوتی

## زندگی شخصی
سرخیو راموس در محله‌ای از کاماس سویا در اسپانیا به دنیا آمده است. او فوتبال را از سن ۶ سالگی به کمک برادرش آغاز کرد و در ۱۰ سالگی به آکادمی فوتبال سویا پیوست.
راموس از سال ۲۰۱۲ با مجری تلویزیونی و مدل اسپانیایی، پیلار روبیو رابطه داشت که در سال ۲۰۱۹ ازدواج کردند. آن‌ها سه پسر به نام‌های جونیور، مارکو و آلخاندرو دارند. او به جز فوتبال به پرورش اسب مشغول است و اسب‌هایش را در مسابقات معتبر شرکت می‌دهد.
او از سال ۲۰۰۷ با سازمان یونیسف شروع به همکاری در امور خیریه کرده و در سال ۲۰۱۴ رسماً سفیر این سازمان در اسپانیا شد.
در سال ۲۰۱۹ مجموعه مستندی هشت قسمتی به نام قلب سرخیو راموس از سوی آمازون تولید شد که زندگی ورزشی و شخصی راموس را در طول یک سال نشان می‌دهد و برخی خاطراتش را از زبان خود او روایت می‌کند. او در این مستند از مواردی مانند عشق به همسر و خانواده‌اش، سرگرمی‌هایش که اسب و موسیقی هستند و دوستان نزدیکش می‌گوید.

## افتخارات

### باشگاهی

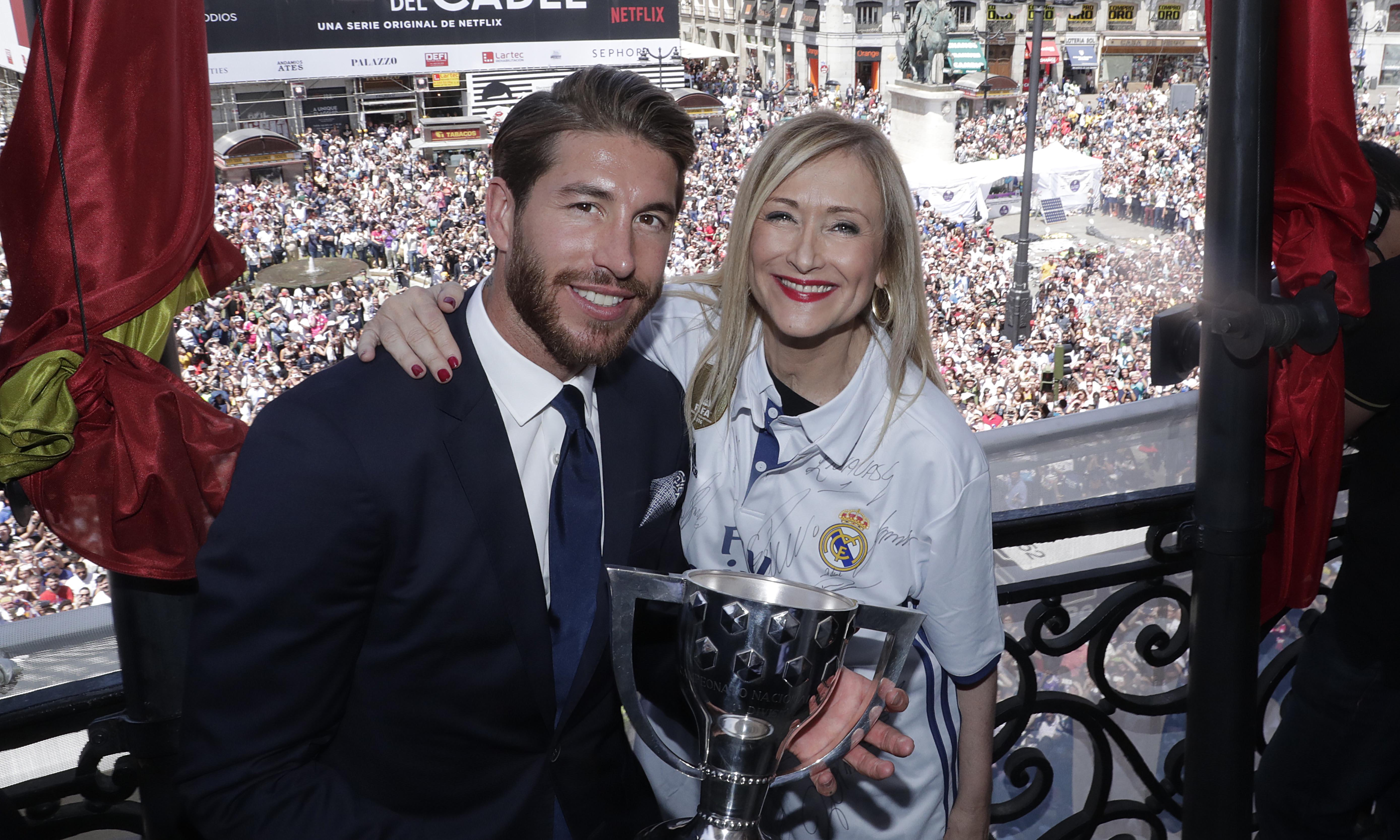
سرخیو راموس در جشن قهرمانی لالیگا ۱۷–۲۰۱۶ با جام لالیگا در دستانش، در کنار رئیس شهر مادرید، کریستینا سیفوئنتس

#### رئال مادرید[۱۱۶]
- لا لیگا (۵): ۰۷–۲۰۰۶، ۰۸–۲۰۰۷، ۱۲–۲۰۱۱، ۱۷–۲۰۱۶، ۲۰–۲۰۱۹
  - نایب‌قهرمان: ۰۶–۲۰۰۵، ۰۹–۲۰۰۸، ۲۰۱۰–۲۰۰۹، ۱۱–۲۰۱۰، ۱۳–۲۰۱۲، ۱۵–۲۰۱۴، ۱۶–۲۰۱۵، ۲۱–۲۰۲۰
- کوپا دل ری (۲): ۱۱–۲۰۱۰، ۱۴–۲۰۱۳
  - نایب‌قهرمان: ۱۳–۲۰۱۲
- سوپرجام اسپانیا (۴): ۲۰۰۸، ۲۰۱۲، ۲۰۱۷، ۲۰۱۹
  - نایب‌قهرمان: ۲۰۰۷، ۲۰۱۱، ۲۰۱۴
- لیگ قهرمانان اروپا (۴): ۱۴–۲۰۱۳، ۱۶–۲۰۱۵، ۱۷–۲۰۱۶، ۱۸–۲۰۱۷
- سوپرجام اروپا (۳): ۲۰۱۴، ۲۰۱۶، ۲۰۱۷
  - نایب‌قهرمان: ۲۰۱۸
- جام باشگاه‌های جهان (۴): ۲۰۱۴، ۲۰۱۶، ۲۰۱۷، ۲۰۱۸
- جام بین‌المللی قهرمانان: ۲۰۱۳

#### پاری سن ژرمن
- لیگ ۱: ۲۲–۲۰۲۱
- سوپر جام فرانسه: ۲۲–۲۰۲۱

### ملی

#### زیر ۱۹ سال اسپانیا
- جام ملت‌های اروپا زیر ۱۹ سال: ۲۰۰۴[۱۱۷]

#### اسپانیا
- جام جهانی: ۲۰۱۰[۱۱۸]
- جام ملت‌های اروپا (۲): ۲۰۰۸،[۱۱۹] ۲۰۱۲[۱۲۰]
- جام کنفدراسیون‌ها: ۲۰۰۹ (سوم)،[۱۲۱] ۲۰۱۳ (نایب‌قهرمان)[۱۲۲]

### فردی
- بهترین مدافع لالیگا (۶): ۱۲–۲۰۱۱،[۱۲۳] ۱۳–۲۰۱۲،[۱۲۴] ۱۴–۲۰۱۳،[۱۲۵] ۱۵–۲۰۱۴،[۱۲۶] ۱۶–۲۰۱۵،[۱۲۷] ۲۰–۲۰۱۹[۱۲۸]
- بهترین مدافع سال اروپا (۲): ۲۰۱۷،[۱۲۹] ۲۰۱۸[۱۳۰]
- برنده توپ زرین بهترین بازیکن جام باشگاه‌های جهان: ۲۰۱۴[۱۳۱]
- بهترین گلزن جام باشگاه‌های جهان: ۲۰۱۴[۱۳۲]
- ترکیب برگزیده سال جهان فیف‌پرو (۱۱): ۲۰۰۸، ۲۰۱۱، ۲۰۱۲، ۲۰۱۳، ۲۰۱۴، ۲۰۱۵، ۲۰۱۶، ۲۰۱۷، ۲۰۱۸، ۲۰۱۹، ۲۰۲۰[۱۳۳]
- تیم برگزیده سال اروپا (۹): ۲۰۰۸، ۲۰۱۲، ۲۰۱۳، ۲۰۱۴، ۲۰۱۵، ۲۰۱۶، ۲۰۱۷، ۲۰۱۸، ۲۰۲۰[۱۳۴]
- تیم نهایی سال اروپا: ۲۰۲۰
- تیم رؤیایی جام جهانی فوتبال: ۲۰۱۰[۱۳۵]
- تیم برگزیده لیگ قهرمانان اروپا (۴): ۱۴–۲۰۱۳،[۱۳۶] ۱۶–۲۰۱۵،[۱۳۷] ۱۷–۲۰۱۶،[۱۳۸] ۱۸–۲۰۱۷[۱۳۹]
- تیم برگزیده جام ملت‌های اروپا: ۲۰۱۲[۱۴۰]
- تیم برگزیده لالیگا (۳): ۱۶–۲۰۱۵،[۱۴۱] ۱۷–۲۰۱۶،[۱۴۲] ۲۰–۲۰۱۹[۱۴۳]
- تیم برگزیده جام کنفدراسیون‌ها: ۲۰۱۳[۱۴۴]
- تیم برگزیده فصل اروپا اسپورت مدیا (۴): ۰۸–۲۰۰۷، ۱۲–۲۰۱۱، ۱۵–۲۰۱۴، ۱۷–۲۰۱۶[۱۴۵]
- تیم برگزیده سال فدراسیون تاریخ و آمار فوتبال (۳): ۲۰۱۷،[۱۴۶] ۲۰۱۸،[۱۴۷] ۲۰۱۹[۱۴۸]
- تیم برگزیده دههٔ ۲۰۱۰ جهان فدراسیون تاریخ و آمار فوتبال: ۲۰۲۰–۲۰۱۱
- تیم برگزیده دههٔ ۲۰۱۰ اروپا فدراسیون تاریخ و آمار فوتبال: ۲۰۲۰–۲۰۱۱
- گلزن‌ترین مدافع دههٔ ۲۰۱۰ جهان به انتخاب فدراسیون تاریخ و آمار فوتبال: ۲۰۲۰–۲۰۱۱
- گلزن‌ترین مدافع دههٔ ۲۰۱۰ اروپا به انتخاب فدراسیون تاریخ و آمار فوتبال: ۲۰۲۰–۲۰۱۱
- تیم برگزیده سال مجله لکیپ: ۲۰۲۰
- جایزهٔ لوئیز آراگونز بهترین بازیکن سال اسپانیا: ۲۰۱۶[۱۴۹]
- جایزه گلوب ساکر بهترین مدافع تاریخ: ۲۰۲۲[۱۵۰]
- عضو ۱۱ اسطورهٔ تاریخ فوتبال روزنامهٔ آس: ۲۰۲۱[۱۵۱]
- جایزه دون بالون بیشترین پیشرفت در لالیگا: ۰۶–۲۰۰۵[۱۵۲]